# Park w Reptach
Park w Reptach, Park Repecki (niem. Reptener Park, Reptener Tiergarten) – XIX-wieczny park krajobrazowy o powierzchni ok. 200 ha położony na terenie miasta Tarnowskie Góry oraz gminy Zbrosławice (niewielki fragment), którego większość obszaru wpisana została w grudniu 1966 roku do rejestru zabytków nieruchomych. Stanowi część zespołu przyrodniczo-krajobrazowego o nazwie „Park w Reptach i dolina rzeki Dramy”.
Tereny obecnego parku porastały w przeszłości lasy liściaste. W 1824 roku wieś Repty wraz z okolicznymi dobrami nabył hrabia Karol Łazarz Henckel von Donnersmarck, zakładając na znajdującym się na północ od wsi fragmencie lasu zwierzyniec. W jego centralnej części w latach 1893–1898 wzniesiono neorenesansowy pałac, sam zwierzyniec przekształcono zaś w park w stylu angielskim. Po I wojnie światowej założenie znalazło się w granicach Polski, po II wojnie światowej park znacjonalizowano, a w latach 60. XX wieku pałac wyburzono, stawiając na jego miejscu budynek Górnośląskiego Centrum Rehabilitacji.
Park obejmuje dwie części rozdzielone przepływającą w kierunku północno-zachodnim rzeką Dramą. Zachowały się tu zespoły leśne buczyn, grądów i łęgów z fragmentami wilgotnych łąk i szuwarów. Na terenie parku wykazywano obecność kilkunastu gatunków roślin i zwierząt chronionych, rzadkich gatunków nietoperzy oraz licznych gatunków ptaków lęgowych.

## Historia

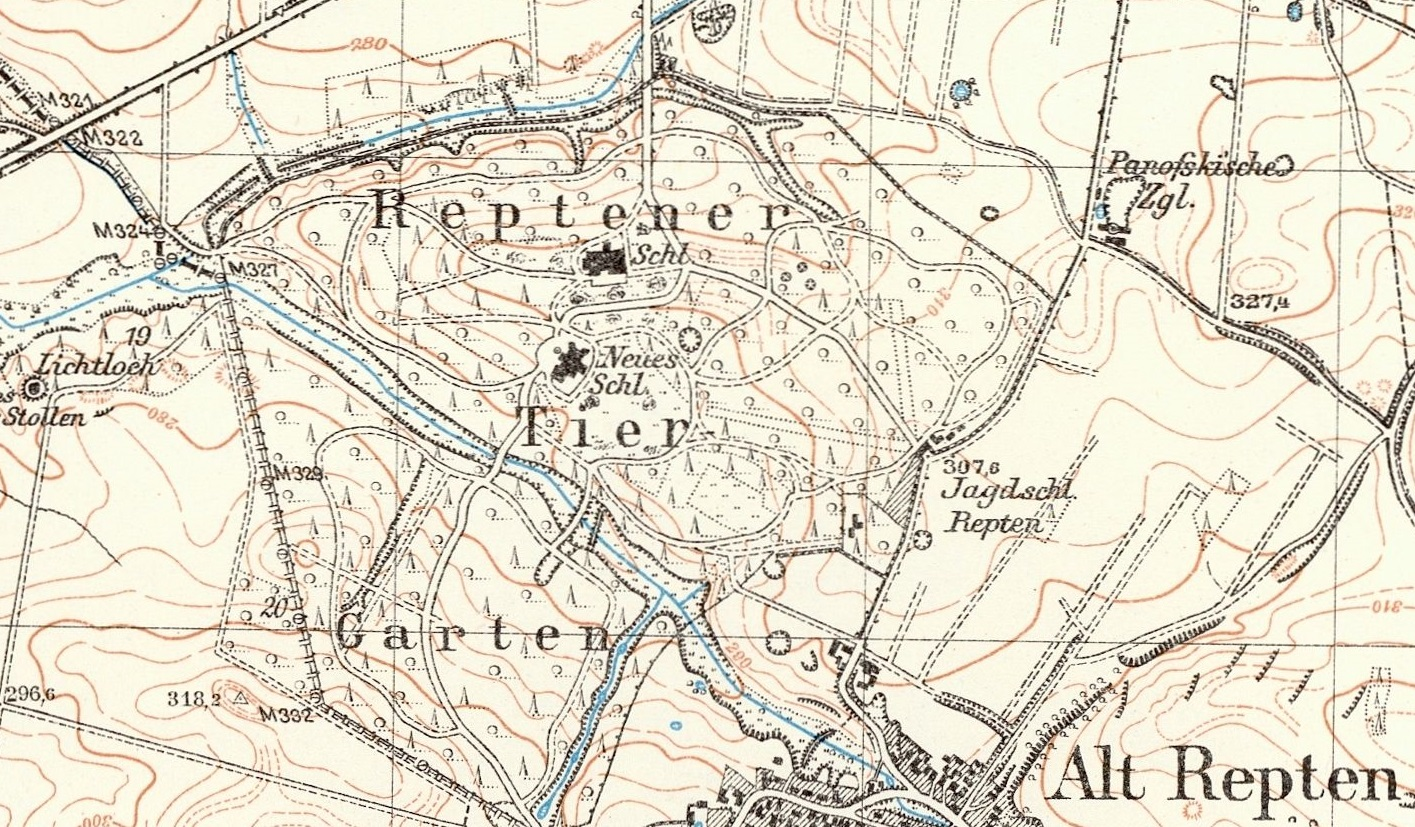
Zwierzyniec w Reptach (Reptener Tier-Garten) na fragmencie niemieckiej mapy Górnego Śląska z 1933 roku (na podstawie pruskiej mapy z 1883 roku)

Lasy bukowo-dębowe (których pozostałością jest współczesny park) oraz grądy porastały okolice wsi Repty już w średniowieczu. Pod koniec tej epoki zalesione pozostawały jedynie wierzchołki najwyższych wzniesień i płaszczowin pokrytych nieurodzajnymi piaskami, żwirami polodowcowymi i rumoszem dolomitowym; na pozostałych obszarach zakładane były pola uprawne. Teren obecnego parku pomimo położenia na żyznych glebach pylastych nie został przeznaczony pod grunty orne, a ze względu na swoje bliskie położenie oraz charakter drzewostanu spełniał najprawdopodobniej funkcje lasu wspólnie użytkowanego przez mieszkańców osady.
W 1824 roku dobra repeckie obejmujące m.in. tereny obecnego parku od spadkobierców rodziny Larischów (jednych z właścicieli wsi) nabył hrabia Karol Łazarz Henckel von Donnersmarck ze Świerklańca. Na wschodnim skraju istniejącego lasu, na szczycie wzniesienia przy drodze ze Starych Tarnowic do Rept (współczesna ul. Repecka), wybudował on w latach 40. XIX wieku niewielki zameczek myśliwski (niem. Jagdschloss Repten), las zaś przekształcił w tereny łowieckie, tworząc zwierzyniec (niem. Reptener Tiergarten) otoczony murem z kamienia wapiennego (jego fragmenty przetrwały do dziś), w którym hodowano zwierzynę płową oraz bażanty . Aby ułatwić polowania wycięto środkową oraz fragment północnej połaci lasu, ponadto wykonano szeroką przecinkę umożliwiającą odstrzał bezpośrednio z zamku.

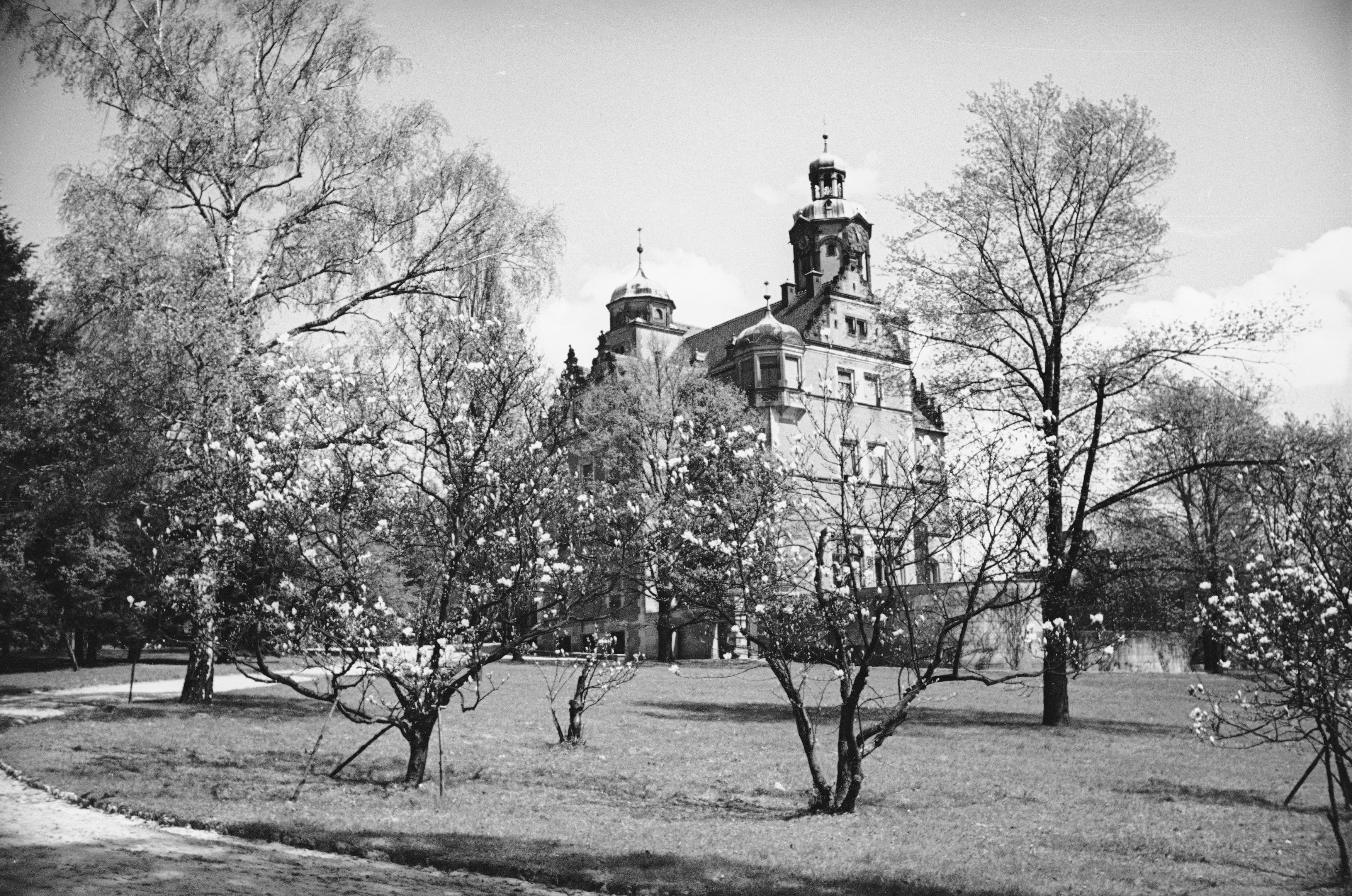
Pałac Donnersmarcków w Reptach oraz roślinność w jego najbliższym otoczeniu (1937)

W 1893 roku syn Karola, Guido, rozpoczął budowę w centrum zwierzyńca okazałego pałacu w stylu neorenesansu niemieckiego, według projektu słynnego monachijskiego architekta Gabriela von Seidla. Sam zwierzyniec natomiast postanowiono przekształcić w rezydencjonalny park w stylu angielskim (Reptener Park) . W tym celu zwieziono i przemieszczono setki tysięcy metrów sześciennych ziemi, spłaszczono i zaokrąglono wzgórza, wypełniono nierówności w dolinach oraz zniwelowano różnice poziomów między wzniesieniami a dolinami. Nad Dramą (Rowem Repeckim) wycięto fragment lasu, w wyniku czego powstały w tym miejscu łąki, zachowane do dziś dzięki regularnemu koszeniu . Pracom ziemnym towarzyszyło nasadzenie około 10 tys. drzew, głównie buków i dębów celem wzbogacenia już istniejącego drzewostanu. Oprócz roślin rodzimych nasadzono również liczne gatunki drzew i krzewów egzotycznych, głównie pochodzenia północnoamerykańskiego i dalekowschodniego, m.in. choinę kanadyjską, daglezję zieloną, cyprysik groszkowy, sosnę wejmutkę, trzy gatunki dębów (czerwony, węgierski i błotny), cztery gatunki klonów (srebrzysty, japoński, pensylwański, cukrowy), tulipanowca amerykańskiego czy magnolię drzewiastą . Całość zaprojektowano tak, aby w miarę oddalania się od nowo wybudowanego pałacu narastało wrażenie płynnego przejścia od założonego przez człowieka parku do naturalnego lasu i łąk.
Po śmierci Guidona w 1916 roku majątek odziedziczył jego młodszy syn, Kraft. W 1922 roku zachodnim obrzeżem Parku Repeckiego wytyczono nową granicę niemiecko-polską. Właścicielem parku, który znalazł się po stronie polskiej, pozostał nadal hrabia Kraft, który będąc protektorem Bractwa Strzeleckiego z Tarnowskich Gór, często zapraszał na strzelania do swojej posiadłości członków bractwa, do których należeli również brat Krafta, Guidotto, oraz jego bratankowie, czyli synowie Guidotta – Guido i Karol Erdmann . Pod koniec II wojny światowej pałac został spalony, a w latach 60. XX wieku jego ruiny zostały rozebrane. Sam park został znacjonalizowany i przejęty przez Lasy Państwowe. W latach 1966–1975 na obszernej polanie położonej obok dawnego pałacu wzniesiono gmach obecnego Górnośląskiego Centrum Rehabilitacji (GCR) „Repty” im. gen. Jerzego Ziętka. Nieużytkowany zameczek myśliwski na wschodnim skraju parku systematycznie popadał w ruinę, aż został wyburzony w 1971 roku, a na jego miejscu powstał parking.

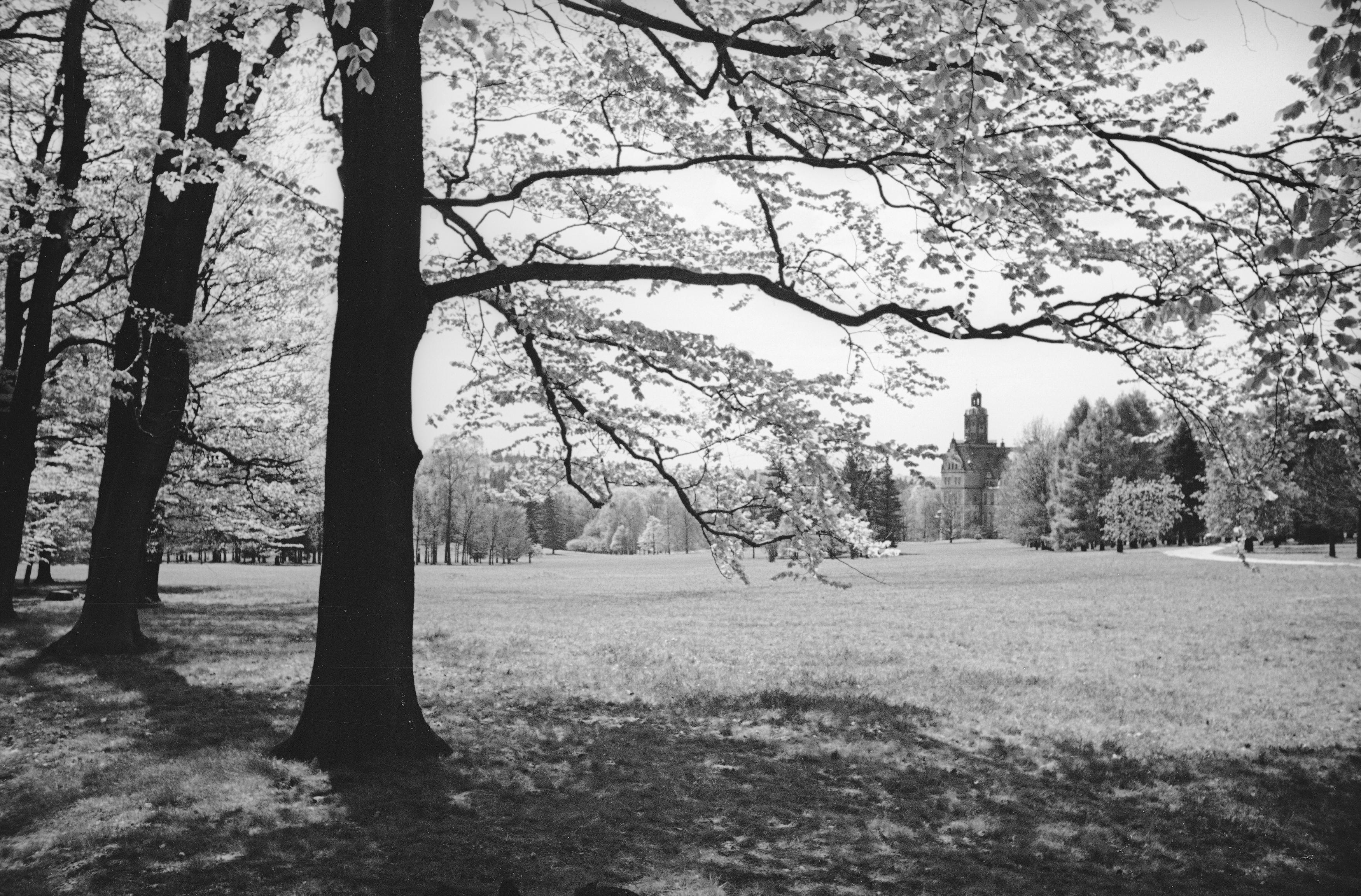
Obszerna polana obok pałacu (widoczny po prawej; 1937)

GCR było zarządcą parku w Reptach do początku lat 90. XX wieku, po czym zwróciło teren skarbowi państwa. Aktualnie właścicielem większości terenu jest miasto Tarnowskie Góry; jedynie 17-hektarowy fragment środkowej części założenia pozostaje nadal pod administracją Centrum. Od 1999 roku budynek dawnej przypałacowej masztalni oraz przylegające do niego budynki, w których od lat 60. XX wieku znajdował się Zakład Rehabilitacji Zawodowej Inwalidów w ramach Górniczego Centrum Rehabilitacji (pierwotna nazwa Górnośląskiego Centrum Rehabilitacji) należą do zakonu braci salezjanów oraz sióstr salezjanek, którzy prowadzą w nich zespół szkół, zakład opieki zdrowotnej i warsztaty terapii zajęciowej.
W latach 2004–2006 z inicjatywy GCR „Repty” oraz Wojewódzkiego Funduszu Ochrony Środowiska i Gospodarki Wodnej w Katowicach na terenie zabytkowego parku powstała ścieżka przyrodniczo-dydaktyczna obejmująca 18 tablic (pierwotnie 20 ) rozlokowanych przy alejkach dookoła Centrum, odnowionych w 2019 roku. W latach 2017–2019 budynek GCR został rozbudowany o jeszcze jeden pawilon.
W grudniu 1966 roku park w Reptach wpisany został do rejestru zabytków (nr rej. A/660/66 ). W roku 1996 przeprowadzono waloryzację przyrodniczą całego obszaru miasta Tarnowskie Góry. W ramach tych badań Park Repecki uznany został za powierzchnię przyrodniczo cenną nr 34, po czym przystąpiono do procedur mających na celu objęcie go ochroną. W listopadzie 1998 roku na mocy Rozporządzenia Nr 31/98 Wojewody Katowickiego obszar parku wraz z przyległymi gruntami rolnymi leżącymi na pograniczu gmin Tarnowskie Góry i Zbrosławice uznany został za zespół przyrodniczo-krajobrazowy „Park w Reptach i dolina Dramy” o powierzchni 481,46 ha. Latem 2002 roku weszło w życie nowe Rozporządzenie Nr 46/02 Wojewody Śląskiego, na mocy którego zabytkowy park w Reptach wszedł w skład zespołu przyrodniczo-krajobrazowego „Park w Reptach i dolina rzeki Dramy” o powierzchni 475,51 ha, w tym 233,63 ha położone w granicach administracyjnych gminy Tarnowskie Góry i 241,88 ha położone w granicach administracyjnych gminy Zbrosławice .
W 2012 roku opracowano Aktualizację waloryzacji przyrodniczej miasta Tarnowskie Góry, dla potrzeb której ponownie zbadano Park w Reptach i opisano występujące na jego terenie cenne zbiorowiska roślinne oraz skarby fauny i flory .

## Położenie i rozplanowanie

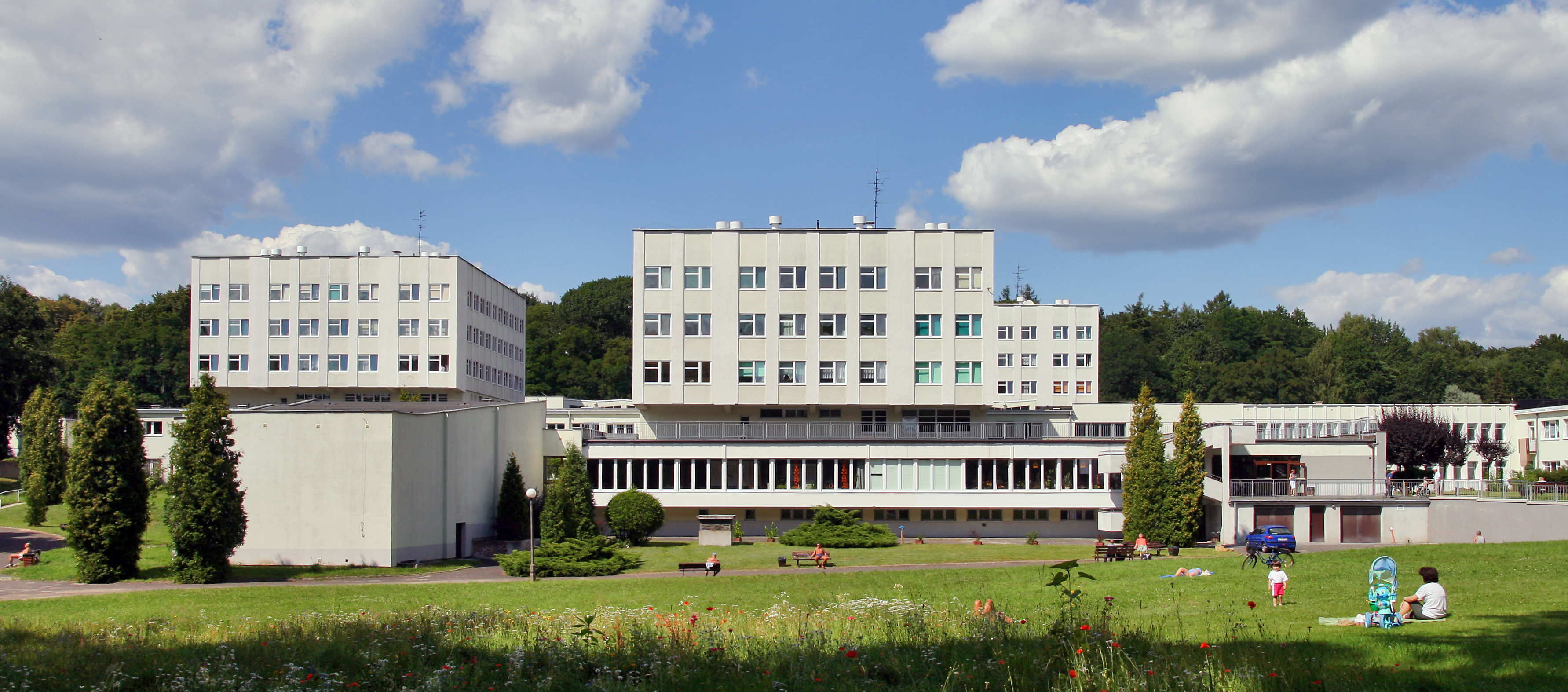
Górnośląskie Centrum Rehabilitacji „Repty” w środkowej części parku (2009)

Znaczna większość obszaru Parku Repeckiego znajduje się w południowo-zachodniej części miasta Tarnowskie Góry na terenie dzielnicy Repty Śląskie; niewielki, około 6-hektarowy fragment parku leży we wschodniej części gminy Zbrosławice, w sołectwie Ptakowice . Dojazd do parku umożliwiają ulice: Repecka od wschodu i Śniadeckiego od północy. Na terenie parku w centralnej jego części znajduje się pętla autobusowa o nazwie Stare Tarnowice GCR, na której według stanu z września 2022 roku zatrzymują się autobusy linii nr 3, 135, 142, 614 i 780 organizowane przez Zarząd Transportu Metropolitalnego, łączące Park Repecki m.in. z tarnogórskimi dzielnicami: Śródmieście-Centrum, Osada Jana, Strzybnica, Rybna, a także z sąsiednim Bytomiem, Miasteczkiem Śląskim, gminą Świerklaniec i Piekarami Śląskimi.
W chwili założenia park wykazywał czytelną krajobrazową formę z duktami widokowymi w formie owalnicy, zaś obok pałacu znajdowała się przeznaczona pod zabawy polana. Współcześnie część centralna założenia częściowo zatraciła dawną formę, głównie w wyniku zabudowania polany budynkiem GCR. Swój pierwotny przebieg zachował natomiast układ komunikacyjny (wzbogacony jedynie dodatkowymi ścieżkami typu sectio) obejmujący również aleję kasztanowców będącą częścią jednej z dawnych dróg łączących Stare Tarnowice z Reptami Starymi .

## Przyroda

### Stosunki wodne

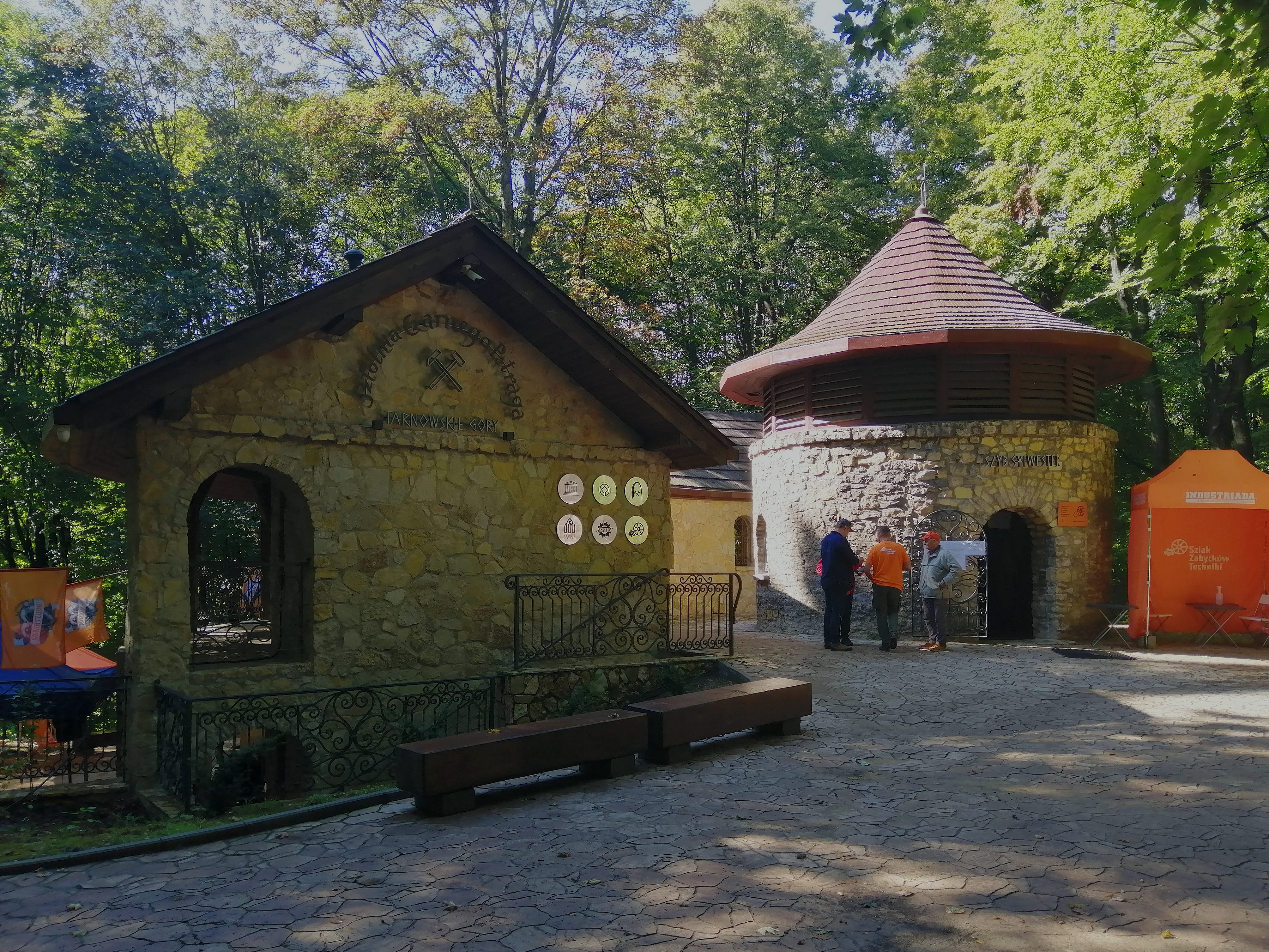
Znajdujący się na terenie parku szyb „Sylwester” Sztolni Czarnego Pstrąga (po prawej) wraz z nowo otwartą bazą turystyczną (2020)

Przez środek kompleksu przepływa Drama (na tym odcinku zwana też Rowem Repeckim), której dolina dzieli park na dwie części: północno-wschodnią na prawym brzegu rzeki, stanowiącą zasadniczy park krajobrazowy ukształtowany pod koniec XIX wieku oraz południowo-zachodnią na lewym brzegu, obejmującą pozostałości dawnego zwierzyńca w okolicach Góry Mikołaja (318 m n.p.m.) .
Niewielkim i jedynym obecnie czynnym dopływem Dramy na terenie parku jest Mikołuszka (zwana też Lecynogą) płynąca w głębokim jarze rozpoczynającym się w okolicy kościoła św. Mikołaja. Niegdyś istniało na niej pięć stawów, ale współcześnie zachowały się dwa. Północno-zachodnią granicę parku tworzy Starotarnowicki Potok (też: Rów Starotarnowicki), będący prawym dopływem Dramy. Pod parkiem przebiega wydrążona w latach 1821–1834 Sztolnia Głęboka Fryderyk (Tiefer-Friedrich-Stollen), której 600-metrowy fragment jest od 1957 roku udostępniony dla zwiedzających jako Sztolnia Czarnego Pstrąga. W granicach Parku Repeckiego znajdują się dwa szyby prowadzące do wnętrza tej sztolni: „Sylwester” (szyb sztolniowy nr 17 o głębokości 30 m) i „Ewa” (szyb sztolniowy nr 13 o głębokości 20 m) . Przy szybie „Sylwester” we wrześniu 2020 roku oddano do użytku nowo wybudowaną bazę turystyczną – dwukondygnacyjny obiekt z tarasem widokowym na dolinę rzeki Dramy, mieszczący centrum obsługi turysty, sklep z pamiątkami, salę edukacyjną i toalety – nawiązujący do nadszybia szybu „Sylwester” stylem i materiałami wykorzystanymi do budowy .

### Geologia
Pod względem geologicznym park również jest podzielony na dwie części; pod częścią południowo-zachodnią zalega wychodnia dolomitów kruszconośnych przykryta grubą warstwą częściowo przemodelowanych osadów wysoczyzny polodowcowej oraz osadami pagóra kemowego (Góra Mikołaja), natomiast część północno-wschodnia oraz centralna położona jest na wychodni dolomitów jasnoszarych marglistych (stratygraficzne warstwy z Tarnowic) pod postacią równoleżnikowo wydłużonego pagóra z pokrywą deluwialną. Pod względem fizycznogeograficznym cały kompleks leży na obszarze Garbu Tarnogórskiego, który jest jednym z mezoregionów Wyżyny Śląskiej.

### Roślinność

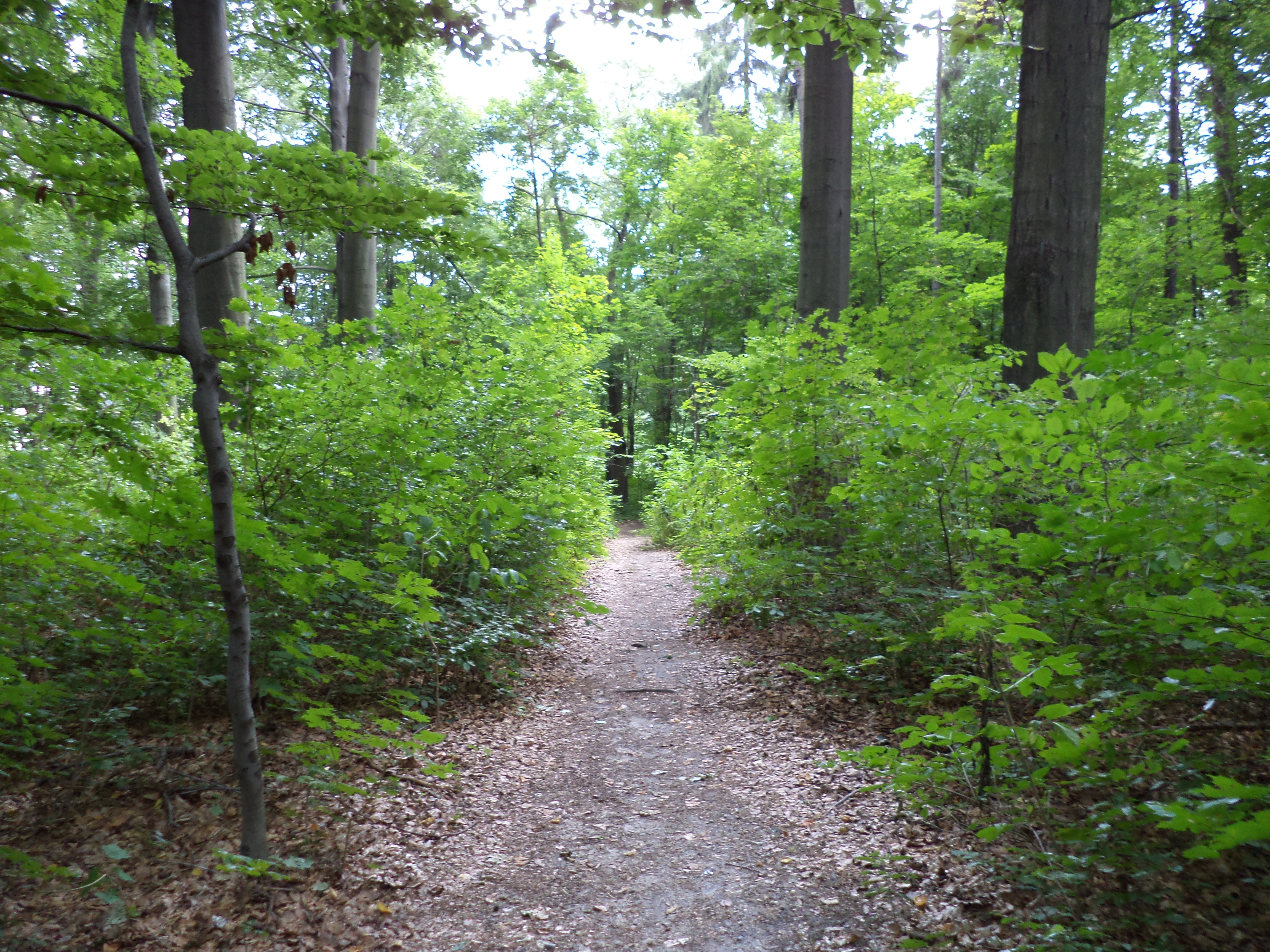
Leśna ścieżka na terenie parku (2013)

Na terenie Parku w Reptach występuje kilka zbiorowisk roślinnych, wśród których przeważają zbiorowiska leśne. Duży obszar w centralnej części założenia zajmuje zubożała postać żyznej buczyny niżowej (Galio odorati-Fagetum) o dobrze zachowanym drzewostanie osiągającym wiek 150–170 lat. W warstwie drzew dominuje buk z domieszką dębu szypułkowego (Quercus robur), grabu i nielicznych świerków. Uboga warstwa krzewów utworzona jest przez występujące gdzieniegdzie dzikie bzy czarne (Sambucus nigra) i koralowe (S. racemosa), jarzębinę (Sorbus aucuparia) i trzmielinę pospolitą (Euonymus europaeus). W warstwie runa występuje charakterystyczna dla tej fitoasocjacji perłówka jednokwiatowa (Melica uniflora), a ponadto m.in. turzyca leśna (Carex sylvatica), gajowiec żółty (Galeobdolon luteum), perłówka zwisła (Melica nutans), szczyr trwały (Mercurialis perennis), kokoryczka wielokwiatowa (Polygonatum multiflorum), miodunka ćma (Pulmonaria obscura) i trędownik bulwiasty (Scrophularia nodosa).
W zachodniej części parku oraz na jego krańcach północnych duże powierzchnie zajmuje kwaśna buczyna niżowa (Luzulo pilosae-Fagetum), w której drzewostanie dominują buki oraz obecne są pojedyncze dęby szypułkowe, a w warstwie podszytu – podrosty bzu czarnego i jarzębiny. Runo tworzą m.in. borówka czarna (Vaccinium myrtillus), siódmaczek leśny (Trientalis europaea), kosmatka owłosiona (Luzula pilosa), śmiałek pogięty (Deschampsia flexuosa). W 2012 roku stwierdzono obecność zawilca gajowego (Anemone nemorosa).

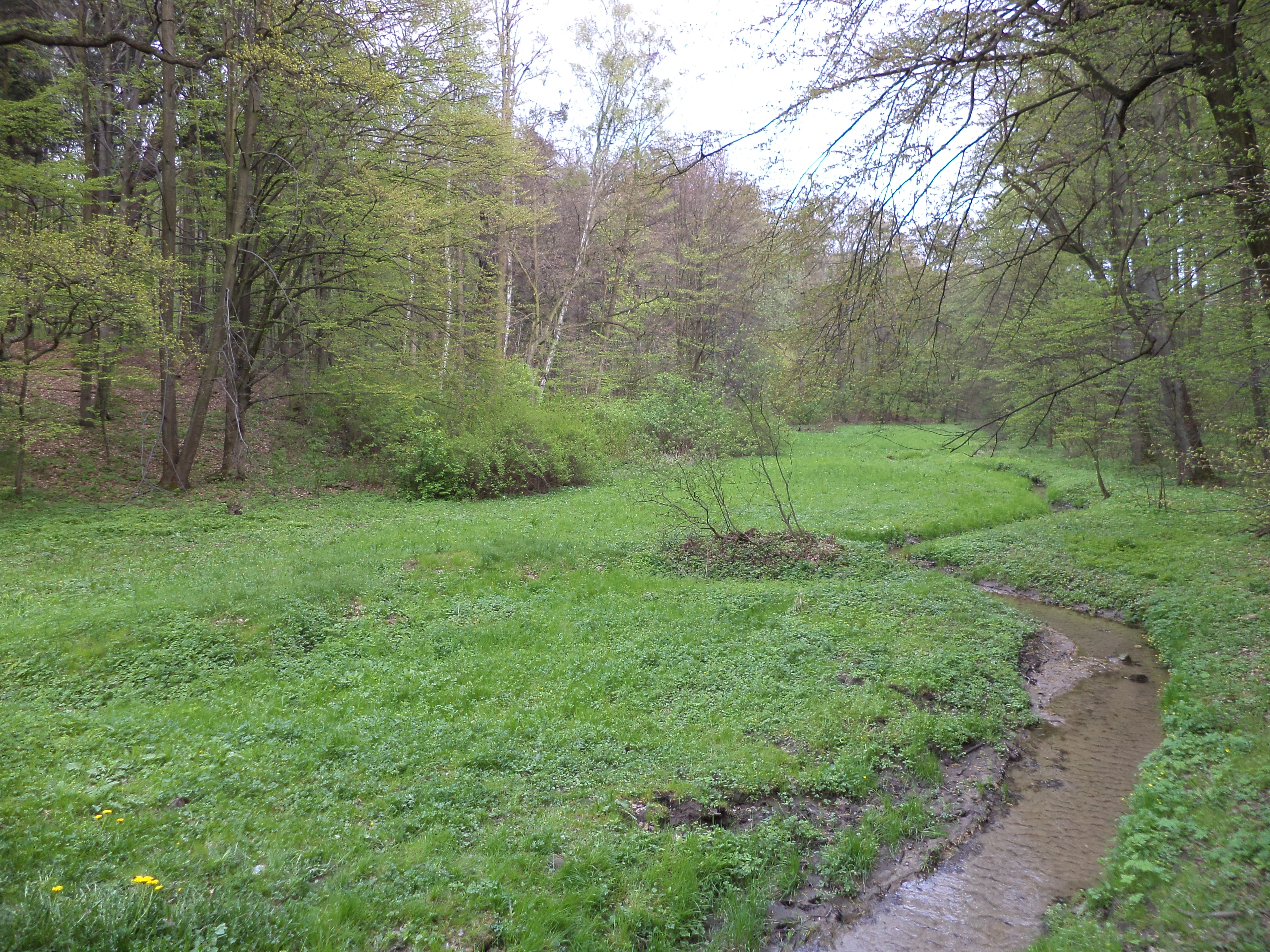
Meandrująca przez park Drama (2016)

Obniżenia w obrębie parku oraz stoki doliny rzeki Dramy (Rowu Repeckiego) porastają grądy (Carpinion betuli): subkontynentalny (Tilio-Carpinetum) oraz środkowoeuropejski (Galio sylvatici-Carpinetum). Drzewostan tych fitocenoz tworzy przede wszystkim grab pospolity (Carpinus betulus) z lipą drobnolistną (Tilia cordata) i dębem szypułkowym (Quercus robur); rzadziej występują buki, świerki, sosny oraz klony. W warstwie krzewiastej, podobnie jak w przypadku żyznej buczyny niżowej, spotkać można jarzębinę, dziki bez czarny oraz trzmielinę, a także leszczynę pospolitą (Corylus avellana). Runo tworzą zaś rośliny takie jak: czartawa pospolita (Circaea lutetiana), fiołek leśny (Viola reichenbachiana), nerecznica samcza (Dryopteris filix-mas), gajowiec żółty, miodunka ćma, kokoryczka wielokwiatowa, perłówka zwisła, prosownica rozpierzchła (Milium effusum), wiechlina gajowa (Poa nemoralis) oraz gwiazdnica wielkokwiatowa (Stellaria holostea), podagrycznik pospolity (Aegopodium podagraria), złoć żółta (Gagea lutea), ziarnopłon wiosenny (Ficaria verna), przytulia leśna (Galium sylvaticum) i pszeniec gajowy (Melampyrum nemorosum).

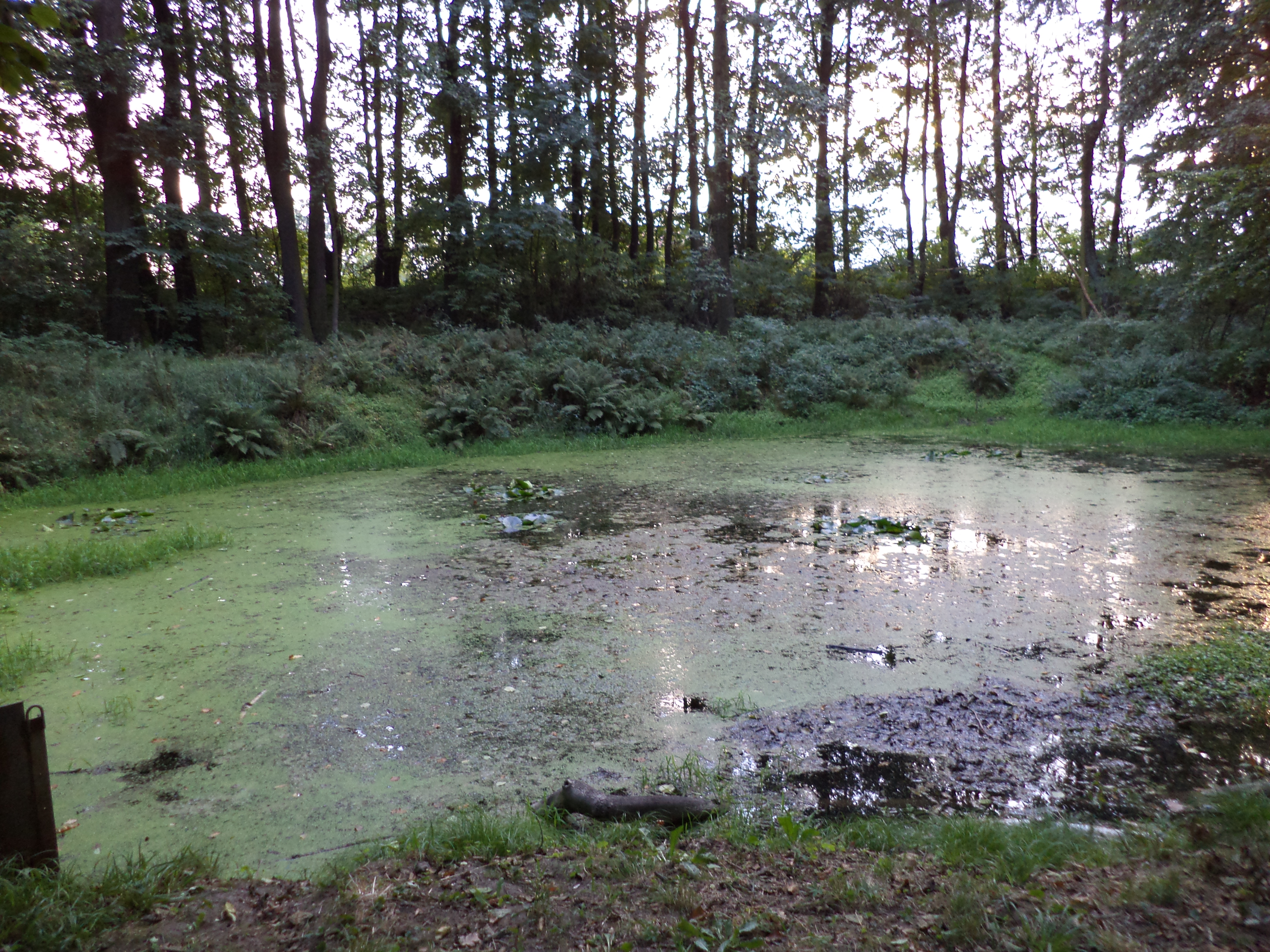
Jeden ze stawów w południowej części parku (2015)

Wzdłuż koryta Mikołuszki występują niewielkie płaty dwóch zbiorowisk typowych dla żyznych siedlisk podmokłych. Pierwszym z nich jest podgórski łęg jesionowy (Carici remotae-Fraxinetum) w środkowym biegu rzeczki. Dominującymi gatunkami drzew są tu olsza czarna (Alnus glutinosa) oraz jesion wyniosły (Fraxinus excelsior) uzupełnione pojedynczymi bukami i jaworami. W warstwie krzewów obecne głównie podrosty drzew, a także jarzębina i kalina koralowa (Viburnum opulus). W warstwie bujnego runa rośną m.in. turzyca rzadkokłosa (Carex remota), czartawa pośrednia (Circaea intermedia), knieć błotna (Caltha palustris), tojeść gajowa (Lysimachia nemorum) czy jaskier rozłogowy (Ranunculus repens), a także ciemiężyca zielona (Veratrum lobelianum) podlegająca ochronie częściowej. W górnym biegu Mikołuszki oraz wzdłuż lewego brzegu Dramy (Rowu Repeckiego) i w wilgotnej dolince w północno-wschodniej części parku występuje łęg jesionowo-olszowy (Fraxino-Alnetum), również porastany głównie przez olszę czarną, z domieszką jesionu wyniosłego i jaworu. Warstwa krzewiasta tworzona jest przez trzmielinę zwyczajną, kruszynę pospolitą (Frangula alnus), jarzębinę i dziki bez koralowy, natomiast w również niezwykle bujnym runie występują m.in. świerząbek orzęsiony (Chaerophyllum hirsutum), pępawa błotna (Crepis paludosa), wiązówka błotna (Filipendula ulmaria), tojeść pospolita (Lysimachia vulgaris) oraz bardzo rzadkie liczydło górskie (Streptopus amplexifolius).
Terasę zalewową rzeki Dramy porasta zbiorowisko wyczyńca łąkowego (Alopecurus pratensis), ponadto niewielkie powierzchnie zajmują szuwary: szerokopałkowy (Typhetum latifoliae), trzcinowy (Phragmitetum australis) i mozgowy (Phalaridetum arundinaceae).
Park Repecki charakteryzuje się zachowanymi drzewostanami o naturalnym charakterze, z wielopiętrową i wielogatunkową strukturą o nieco zubożonej warstwie runa; prawdopodobnie z powodu przekształceń i nasadzeń z końca XIX wieku. Drzewostany przekraczające wiek 100 lat stanowią aż ok. ⅔ opisywanego obszaru. Jednocześnie jest to największe na Górnym Śląsku i jedno z najciekawszych w Polsce skupień drzew pomnikowych; szacuje się, że ok. 110 okazów drzew na terenie parku kwalifikuje się do nadania im statusu pomników przyrody. Jednak według stanu na 2019 rok, status ten posiada jedynie 7 drzew, w tym cztery okazy buka zwyczajnego (Fagus sylvatica), jeden okaz dębu szypułkowego (Quercus robur), jedna lipa drobnolistna (Tilia cordata) i jedna sosna wejmutka (Pinus strobus) .

### Flora

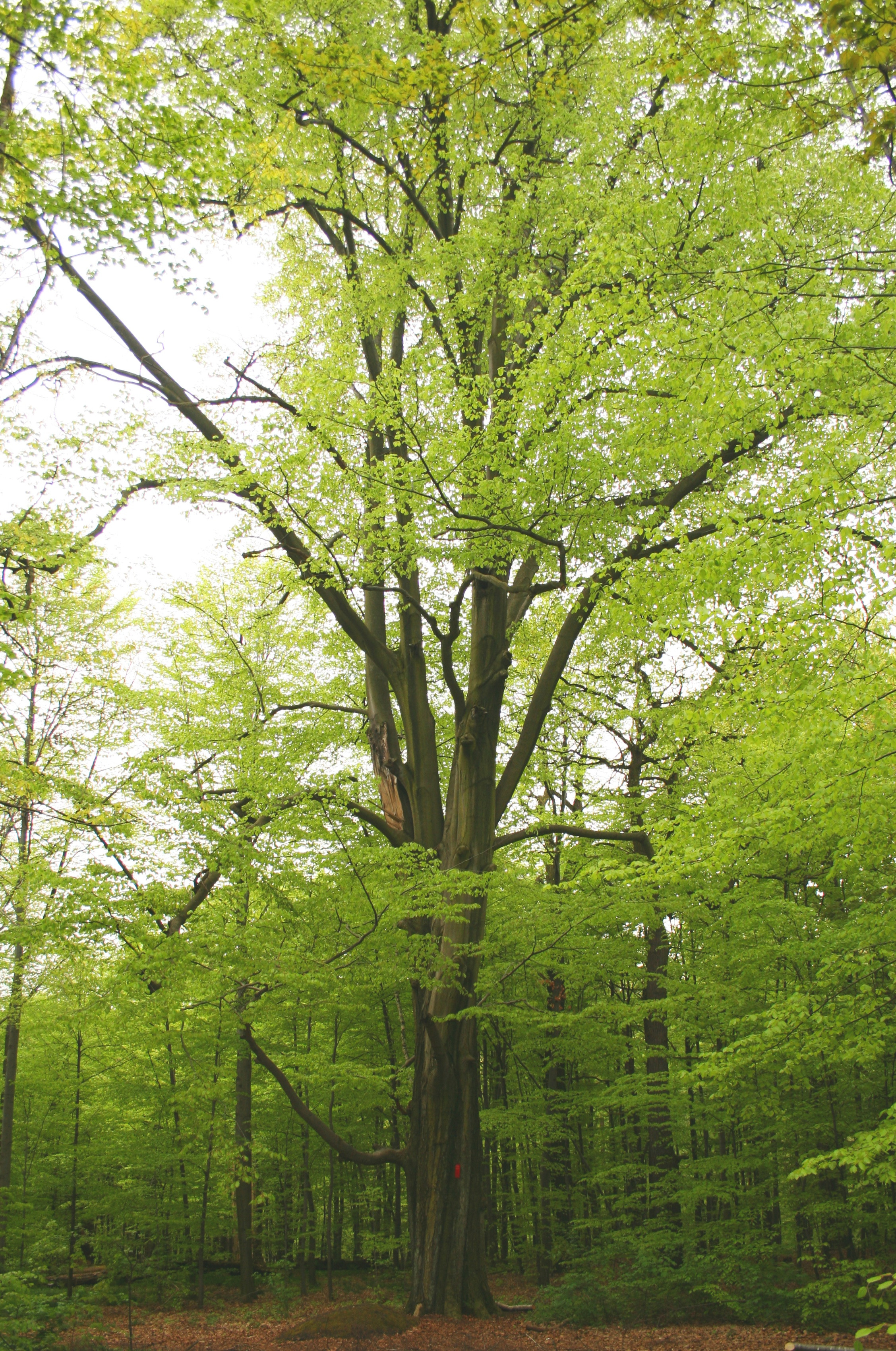
Pomnik przyrody – jeden z buków w Parku Repeckim (2008)

W wyniku przeprowadzonych w 2012 roku na terenie Parku w Reptach badań waloryzacyjnych wykazano obecność 25 gatunków roślin objętych wówczas ochroną ścisłą lub częściową. Spośród pierwszej grupy w parku stwierdzono m.in. pióropusznika strusiego (Matteuccia struthiopteris), buławnika czerwonego (Cephalanthera rubra) oraz mieczolistnego (C. longifolia), kukułkę plamistą (Dactylorhiza maculata) i szerokolistną (D. majalis), wawrzynka wilczełyko (Daphne mezereum), ciemiężycę zieloną (Veratrum lobelianum), dziewięćsiła bezłodygowego (Carlina acaulis), śniedka baldaszkowatego (Ornithogalum umbellatum) i podkolana białego (Platanthera bifolia). Z kolei ochroną częściową objęte były wykazane wówczas m.in. kruszyna pospolita (Frangula alnus), marzanka wonna (Galium odoratum), pierwiosnek lekarski (Primula veris) oraz wyniosły (P. elatior), porzeczka czarna (Ribes nigrum), barwinek pospolity (Vinca minor) i kalina koralowa (Viburnum opulus). Ponadto cis (Taxus baccata) oraz różanecznik żółty (Rhododendron luteum) występują na obszarze kompleksu na stanowiskach sztucznych. Spośród gatunków wcześniej wzmiankowanych z opisywanego obszaru, podczas badań w 2012 roku nie wykazano obecności liczydła górskiego (Streptopus amplexifolius), kocanek piaskowych (Helichrysum arenarium) oraz paprotki zwyczajnej (Polypodium vulgare), która porastała mur okalający założenie parkowe.

### Fauna
Spośród zwierząt występujących na terenie parku liczne są m.in. sarny, dziki, lisy i kuny. W 2012 roku podczas badań waloryzacyjnych wykazano obecność wielu cennych gatunków, z których część podlegała wówczas ochronie gatunkowej, np. należące do owadów biegacze: granulowany (Carabus granulatus), skórzasty (C. coriaceus) i fioletowy (C. violaceus), spośród płazów: żaba trawna (Rana temporaria), żaba wodna (Rana esculenta) i ropucha szara (Bufo bufo), z gromady gadów: jaszczurka żyworodna (Zootoca vivipara), a spośród ssaków: jeż zachodni (Erinaceus europaeus), ryjówka aksamitna (Sorex araneus), wiewiórka (Sciurus vulgaris) i kret (Talpa europaea). Nasłuchowo stwierdzono również obecność nietoperzy: borowca wielkiego (Nyctalus noctula), karlika malutkiego (Pipistrellus pipistrellus) i większego (P. nathusii) oraz gatunków z rodzaju Myotis oraz Plecotus. Zamieszkują one Podziemia Tarnogórsko-Bytomskie w tym Sztolnię Czarnego Pstrąga.
Na obszarze Parku Repeckiego stwierdzono podczas waloryzacji z 2012 roku obecność licznych gatunków ptaków lęgowych. Należą do nich dzięcioł czarny (Dryocopus martius) i muchołówka białoszyja (Ficedula albicollis) wymienione w Załączniku 1. tzw. dyrektywy ptasiej oraz bogatka (Parus major), dzięcioł duży (Dendrocopos major), grzywacz (Columba palumbus), kos (Turdus merula), kowalik (Sitta europaea), modraszka (Parus caeruleus), pliszka siwa (Motacilla alba), rudzik (Erithacus rubecula), sierpówka (Streptopelia decaocto), sójka (Garrulus glandarius), sroka (Pica pica), strzyżyk (Troglodytes troglodytes), szpak (Sturnus vulgaris), śpiewak (Turdus philomelos), świergotek drzewny (Anthus trivialis), wilga (Oriolus oriolus), zaganiacz (Hippolais icterina) i zięba (Fringilla coelebs), a także czarnogłówka, grubodziób, krogulec, kruk, kwiczoł, łozówka, łyska, muchołówka żałobna, pełzacz ogrodowy, piecuszek, pierwiosnek, pokrzywnica i siniak. Ponadto w 1996 roku w parku występować miała również muchołówka mała (Ficedula parva), która zmniejsza swoją liczebność w Europie Środkowej.